# 抱歉我們錯過你了
是2019年英國導演肯·洛區執導的劇情長片 ，並入圍第72屆坎城影展的正式競賽單元。

## 角色
- Kris Hitchen 飾演 Ricky
- Debbie Honeywood
- Katie Proctor
- Rhys Stone
- Linda E Greenwood
- Harriet Ghost
- Charlie Richmond
- Alfie Dobson
- Mark Burns
- Jack Berry

## 外部連結
- 豆瓣电影上《抱歉我們錯過你了》的資料 （简体中文）
- 互联网电影数据库（IMDb）上《抱歉我們錯過你了》的资料（英文）